# Малі Дубрави (Новгородська область)
Малі Дубрави (рос. Малые Дубравы) — присілок в Солецькому районі Новгородської області Російської Федерації.
Населення становить 1 особу. Входить до складу муніципального утворення Горське сільське поселення.

## Історія
Від 2005 року входить до складу муніципального утворення Горське сільське поселення

## Населення
| 2010 |
| ---- |
| 1    |